# راس دایر (بازیکن فوتبال)
راس دایر (انگلیسی: Ross Dyer؛ زادهٔ ۱۲ مهٔ ۱۹۸۸) بازیکن فوتبال اهل بریتانیا است.
از باشگاه‌هایی که در آن بازی کرده‌است می‌توان به باشگاه فوتبال منزفیلد تاون، باشگاه فوتبال هالیفاکس تاون، باشگاه فوتبال ساوتپورت، باشگاه فوتبال تلفورد یونایتد، باشگاه فوتبال تاموورث، باشگاه فوتبال فارست گرین راورز، و باشگاه فوتبال هرفورد یونایتد اشاره کرد.